# Regione di Jizzax
La regione di Jizzax, Djizzak o Djizak (in usbeco: Jizzax viloyati) è una regione (viloyat) dell'Uzbekistan, situata nella parte centrale del paese, ai confini con il Tagikistan e il Kazakistan. Capoluogo è l'omonima città di Jizzax.

## Geografia antropica

### Suddivisioni amministrative
La regione è divisa in 12 distretti (tuman):

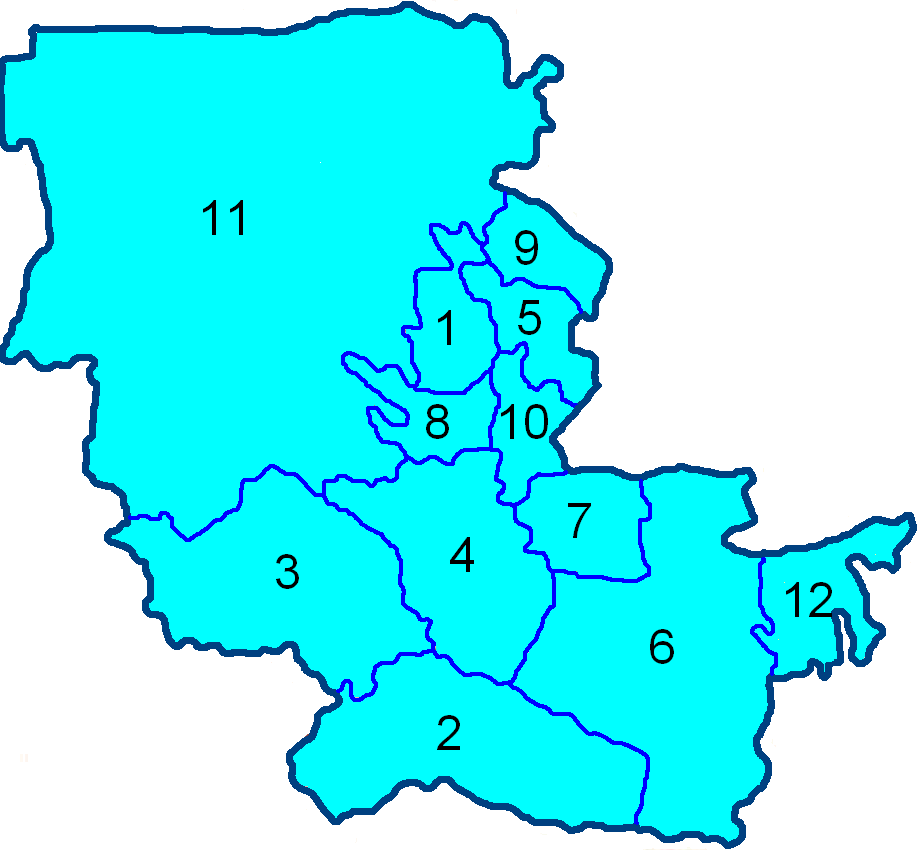
Distretti della regione di Jizzax

| N  | Distretto              | Capoluogo    |
| -- | ---------------------- | ------------ |
| 1  | Distretto di Arnasoy   | Goliblar     |
| 2  | Distretto di Bakhmal   | Usmat        |
| 3  | Distretto di Gallaorol | Gallorol     |
| 4  | Distretto di Jizzax    | Uchtepa      |
| 5  | Distretto di Dustlik   | Dustlik      |
| 6  | Distretto di Zomin     | Zomin        |
| 7  | Distretto di Zarbdor   | Zarbdor      |
| 8  | Distretto di Zafarobod | Zafarobod    |
| 9  | Distretto di Mirzachul | Gagarin      |
| 10 | Distretto di Pakhtakor | Pakhtakor    |
| 11 | Distretto di Forish    | Yangikishlok |
| 12 | Distretto di Yangiobod | Balandchakir |